# 老挝光唇魚
老挝光唇魚，又稱老挝石𩼧（学名：Acrossocheilus xamensis）为輻鰭魚綱鯉形目鲤科光唇魚屬的其中一種。分布於亞洲寮國Nam Xam淡水流域，體長可達23.5公分，棲息在河川底中層水域，生活習性不明。，

## 扩展阅读
維基物種上的相關：老挝光唇魚